# Корбет, Майлз
Майлз Корбет (англ. Miles Corbet; 1595 — 19 апреля 1662, Тайберн) — английский дворянин, член парламента; один из цареубийц короля Карла I.

## Биография
Был вторым сыном баронета из Норфолка Джона Корбета, получил образование в Колледже Христа и Линкольнс-Инне.
В 1628 году был избран депутатом от Грейт-Ярмута в парламент, где он работал до 1640 года. С 1640 по 1653 годы Корбет был членом Короткого и Долгого парламента, а январе 1649 года был одним из членов суда, подписавших смертный приговор королю Карлу I.
В последующие годы работал в Ирландии сначала в качестве одного из гражданских комиссаров, а в 1655 году был назначен главным бароном казначейства Ирландии, эту должность он занимал до 1660 года.
После реставрации Стюартов в мае 1660 года престол занял сын казнённого короля Карл II, потребовавший наказания виновников смерти отца, Корбет бежал из Англии в Нидерланды, где в марте 1662 года был арестован вместе с Джоном Оки и Джоном Баркстедом, и вместе с ними возвращен под охраной в Англию. Корбет предстал перед судом и был приговорён к смертной казни, как государственный преступник и цареубийца. 19 апреля 1662 года был казнён вместе с Оки и Баркстедом в Тайберне через повешение, потрошение и четвертование. 